# Anita Ušacka
Anita Ušacka (Riga, 26 april 1952) is een Lets hoogleraar en rechter. Ze was docent en hoogleraar aan de Universiteit van Letland en daarnaast rechter aan het constitutionele hof van het land. Sinds 2003 is ze rechter van het Internationale Strafhof.

## Levensloop
Ušacka studeerde in 1975 af aan de faculteit van rechten van de Universiteit van Letland en studeerde daarna tot 1980 verder aan de Staatsuniversiteit van Moskou waar ze promoveerde tot doctor. In de jaren negentig volgde ze daarnaast studies aan verschillende universiteiten in Europa en de Verenigde Staten. Sinds 1980 was ze docent en sinds 2002 hoogleraar aan de Universiteit van Letland. Van 1994 tot 1996 was ze daarnaast ook directeur van de Letse afdeling van UNICEF. Ze is gespecialiseerd in internationaal humanitair recht en burgerlijk recht, met als bijzondere aandachtsvelden vrouwen- en kinderrechten.
Daarnaast was ze sinds 1996 rechter van het Letse constitutionele hof, waar ze aanvankelijk werd gekozen voor een termijn van tien jaar. In 2003 wisselde ze echter naar het Internationale Strafhof in Den Haag, waar ze sindsdien dient als rechter van de kamer van beroep. In 2006 werd haar termijn met negen jaar verlengd en van 2007 tot 2009 diende ze kortstondig als rechter was van de preliminaire kamer.